# سلوپ
سلوپ (به چکی: Slup) یک منطقهٔ مسکونی در جمهوری چک است که در ناحیه زنویمو واقع شده‌است. سلوپ ۱۵٫۷۲ کیلومتر مربع مساحت و ۴۶۱ نفر جمعیت دارد و ۱۹۱ متر بالاتر از سطح دریا واقع شده‌است.